# Andreas Schuler
Andreas Schuler (30 dicembre 1995) è un saltatore con gli sci svizzero.

## Biografia
Attivo in gare FIS dal marzo del 2008, Schuler ha esordito in Coppa del Mondo il 20 dicembre 2014 a Engelberg (48º) e ai Campionati mondiali a Lahti 2017, dove è stato 46º nel trampolino normale, 47º nel trampolino lungo e 10º nella gara a squadre; ai successivi Mondiali di Seefeld in Tirol 2019 si è classificato 41º nel trampolino normale, 26º nel trampolino lungo e 7º nella gara a squadre, mentre a quelli di Oberstdorf 2021 si è piazzato 42º nel trampolino normale e 7º nella gara a squadre.

## Palmarès

### Coppa del Mondo
- Miglior piazzamento in classifica generale: 66º nel 2020